# 岩手県立大迫高等学校
岩手県立大迫高等学校（いわてけんりつ おおはさまこうとうがっこう）は、岩手県花巻市大迫町大迫第9地割に所在する公立の高等学校。オーストリアのベルンドルフ市、およびその地域の学生との国際交流が盛んに行われている。

## 設置学科
- 普通科

## アクセス
- 大迫バスターミナルより徒歩20分
- 花巻インターより車で20分

## 沿革
- 1948年（昭和23年）4月1日 - 開校

## 著名な出身者
- 阿部良二（元競輪選手）
- 藤田晃三（自転車ロードレース選手、バルセロナオリンピック出場）